# سیارک ۶۱۲۴
سیارک ۶۱۲۴ (به انگلیسی: 6124 Mecklenburg، نامگذاری:1987SL10) شش هزار و صد و بیست و چهارمین سیارک کشف شده‌است که در ۲۹ سپتامبر ۱۹۸۷ کشف شد.
قدر مطلق سیارک برابر ۱۲٫۲۰ است.